# HMS Bävern (1921)
Le HM Bävern (en suédois, « Castor ») est un sous-marin de classe Bävern de la marine royale suédoise.

## Carrière
Le navire a été commandé à Kockums Mekaniska Verkstads AB à Malmö et sa quille a été posée en 1916. Le navire a été lancé le 5 mars 1921 et a rejoint la flotte le 28 juin 1921.
Le navire a été retiré du service le 6 octobre 1944 et son sort ultérieur est inconnu.